# Грін (Айова)
Грін (англ. Greene) — місто (англ. city) в США, в округах Батлер і Флойд штату Айова. Населення — 990 осіб (2020).

## Географія
Грін розташований за координатами 42°53′48″ пн. ш. 92°48′14″ зх. д. / 42.89667° пн. ш. 92.80389° зх. д. (42.896759, -92.803926).  За даними Бюро перепису населення США в 2010 році місто мало площу 3,14 км², з яких 2,94 км² — суходіл та 0,19 км² — водойми.

## Демографія
Згідно з переписом 2010 року, у місті мешкало 1130 осіб у 510 домогосподарствах у складі 320 родин. Густота населення становила 360 осіб/км².  Було 575 помешкань (183/км²).
Расовий склад населення:
| - 98,6 % — білих - 0,3 % — азіатів - 0,2 % — корінних американців - 0,2 % — чорних або афроамериканців |

До двох чи більше рас належало 0,8 %. Частка іспаномовних становила 0,4 % від усіх жителів.
За віковим діапазоном населення розподілялося таким чином: 19,4 % — особи молодші 18 років, 51,9 % — особи у віці 18—64 років, 28,7 % — особи у віці 65 років та старші. Медіана віку мешканця становила 49,8 року. На 100 осіб жіночої статі у місті припадало 90,2 чоловіків;  на 100 жінок у віці від 18 років та старших — 84,4 чоловіків також старших 18 років.
Середній дохід на одне домашнє господарство  становив 65 124 долари США (медіана — 47 344), а середній дохід на одну сім'ю — 82 624 долари (медіана — 63 438). Медіана доходів становила 49 250 доларів для чоловіків та 28 702 долари для жінок. За межею бідності перебувало 6,4 % осіб, у тому числі 8,9 % дітей у віці до 18 років та 10,9 % осіб у віці 65 років та старших.
Цивільне працевлаштоване населення становило 558 осіб. Основні галузі зайнятості: освіта, охорона здоров'я та соціальна допомога — 24,6 %, виробництво — 22,9 %, роздрібна торгівля — 10,9 %, мистецтво, розваги та відпочинок — 6,8 %.